# هارونا فوكوكا
هارونا فوكوكا (باليابانية: 福岡春菜؛ بالكانا: ふくおか はるな) هي لاعبة تنس الطاولة يابانية، ولدت في 25 يناير 1984 في مدينة توكوشيما في اليابان.

## وصلات خارجية
- هارونا فوكوكا على موقع منظمة تنس الطاولة العالمي (الإنجليزية)
- هارونا فوكوكا على موقع أوليمبيديا (الإنجليزية)